# Black Metal Kommando / Gas Chamber
Black Metal Kommando / Gas Chamber, recopilación de material inédito de Satanic Warmaster del 2000 al 2001 Lanzado en noviembre del 2005.
Del track 1 al 6 es material de "Black Metal Kommando" (indedito) algunas partes fueron de nuevo uso para el álbum "Strength and Honour" con la siguiente alineación:
- Werwolf - Voz, guitarras, bajo, sintetizador

- Nigrantium - Batería (sesión)

Del track 7 al 9 es del Demo "gas chamber" fue grabado completamente por Werewolf¨
del track 10 al 12 son del Proyecto "Tireheb" una colaboración entre Satanic Warmaster y
artista de metal Moozzhead, concebido como un homenaje a Beherit con la siguiente alineación:
- Werwolf - Voz, ritmos, efectos

- O.M. - Bajo, efectos